# 肝胰壺腹
肝胰壺腹（hepatopancreatic ampulla），也稱為肝胰管（hepatopancreatic duct）、法特壺腹（ampulla of Vater），是胰管和膽總管結合後形成的組織。位在十二指肠大乳头的位置。肝胰壺腹長約2-10mm。
肝胰壺腹是十二指肠第二段中間重要的標誌，是前腸到中腸的解剖學過渡。腹腔動脈只供應養份在肝胰壺腹之前的十二指肠，之後的十二指肠是由腸系膜上動脈供應養份。

## 結構
肝胰壺腹有許多的平滑括約肌調節胆汁和胰液的流動，可分為胰管括約肌（sphincter of the pancreatic duc）、膽管括約肌（sphincter of the bile duc）及奥迪括约肌。

## 圖片

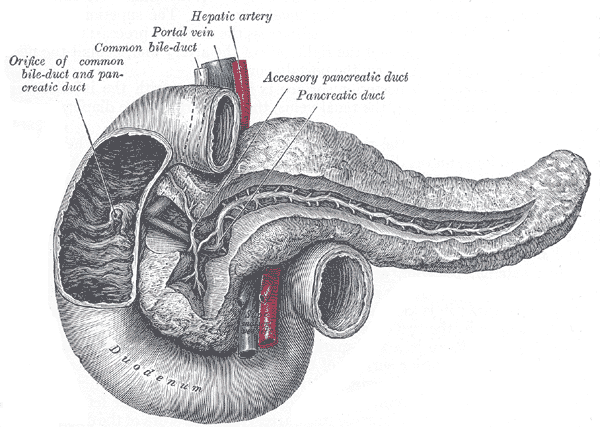
胰管
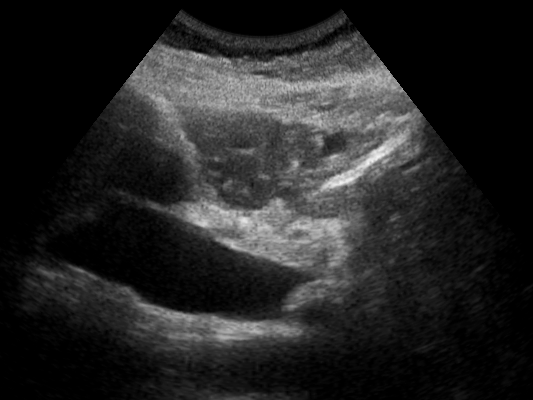
壺腹癌